# Anders Jivarp
Anders Mikael Jivarp (Göteborg, Švedska, 18. srpnja 1973.) švedski je bubnjar melodičnog death metala. Najpoznatiji je kao  bubnjar sastava Dark Tranquillity, u kojem je svirao sve do 2021. godine, kad ga je napustio s basistom Andersom Iwersom. Također je svirao bubnjeve na albumu Subterranean sastava In Flames. Ima brata i dva sina.

## Diskografija
Dark Tranquillity (1989. – 2021.)
- A Moonclad Reflection (1992.) (EP)
- Skydancer (1993.)
- Of Chaos and Eternal Night (1995.) (EP)
- The Gallery (1995.)
- Enter Suicidal Angels (1996.) (EP)
- The Mind's I (1997.)
- Projector (1999.)
- Haven (2000.)
- Damage Done (2002.)
- Lost to Apathy (2004.) (EP)
- Character (2005.)
- Fiction (2007.)
- We Are the Void (2010.)
- Construct (2013.)
- Atoma (2016.)
- Moment (2020.)